# 大盘镇
大盘镇，中国浙江省金华市磐安县下辖的一个镇。

## 行政区划
大盘镇现辖：
小盘村、王庄村、光明村、后塘村、市口村、学田村、礼济村、甲坞村、安山村、岭下村、安田村、大坑村、百廿秤村、下寮村、上面古村、北桥村、石英坑村、林丰村和长坑村。